# Maristes Valldemia

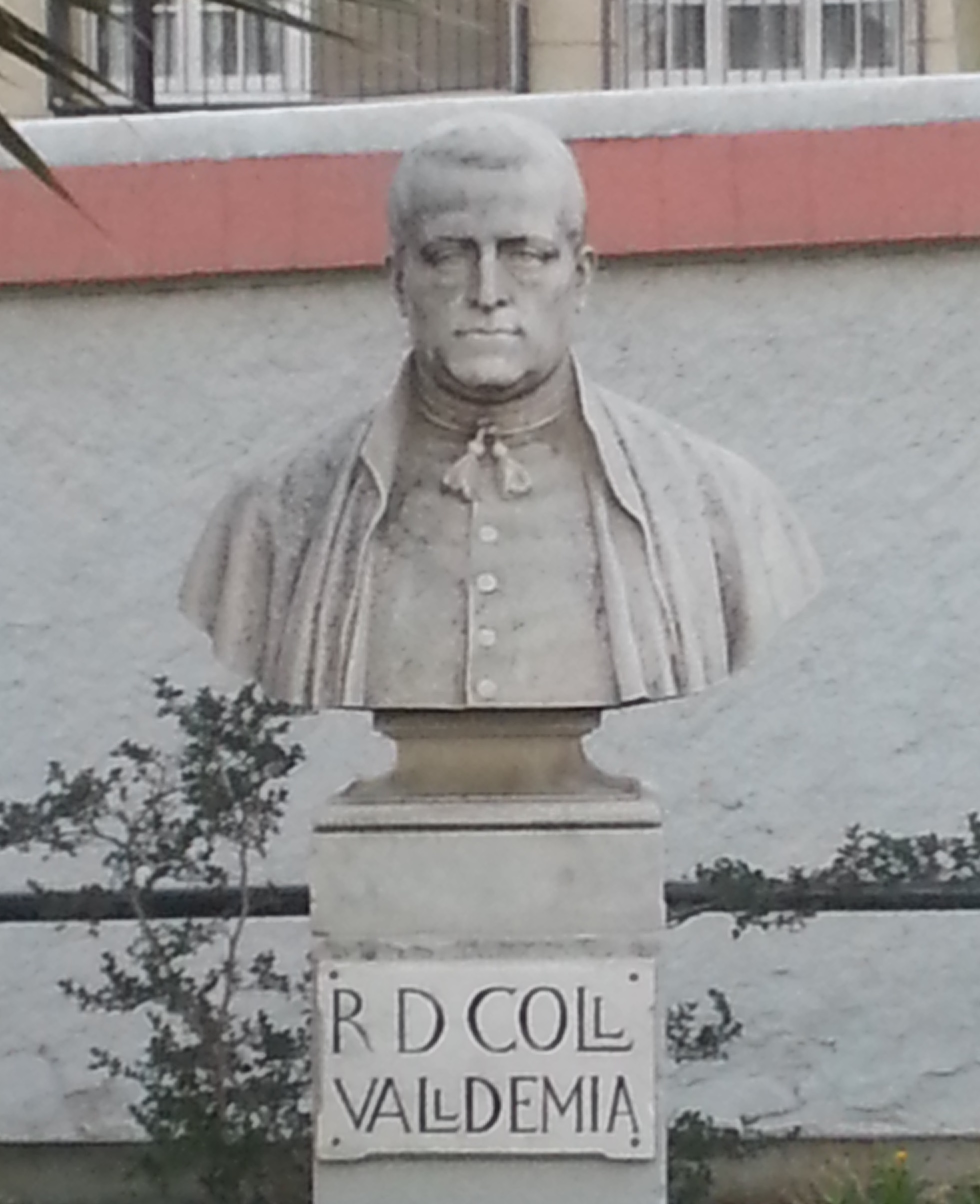
Ermengol Coll de Valldemia, fundador

El col·legi Maristes Valldemia és un centre educatiu concertat fins a l'educació obligatòria i privat al Batxillerat, que està situat a Mataró (Maresme). És una escola catòlica, de la congregació dels Germans Maristes.
Rep el patronatge de la Verge de la Llum. La titularitat l'ostenta la Fundació Champagnat, Fundació Privada.
El col·legi imparteix estudis d'Educació infantil, Primària, ESO i Batxillerat a aproximadament uns 1.200 estudiants, d'edats compreses entre els 3 i els 18 anys, amb un claustre de 78 mestres i professors (majoritàriament seglars) i 7 persones adscrites a Serveis.
Dins l'escola hi tenen cabuda l'AMPA, l'Associació d'Antics Alumnes (Valldemialumni), l'Agrupament Escolta "La Soca" (lligat al CMS) i l'Associació "Mà oberta - Cor obert". També hi ha una Colla Gegantera, entorn del gegant del col·legi que s'anomena "Mia". Al col·legi s'hi desenvolupa activitat esportiva extraescolar mitjançant el Club Esportiu Valldemia (fundat el 1911), en l'àmbit del bàsquet, futbol, judo i corfbol.
L'escola fou usada pel rodatge de part de la pel·lícula d'Agustí Villaronga «Pa negre», basada en el llibre homònim d'Emili Teixidor, el 20 de juliol de 2009.

## Història
El col·legi fou fundat el 1855 per tres persones inicialment relacionades amb els Escolapis: el prevere Ermengol Coll de Valldemia (també referenciat com Hermenegildo Coll) de qui rep el nom l'escola, juntament amb Pelegrí Ferrer (primer ideòleg del projecte) i Ramon Cuspinera. El nom inicial fou «Colegio de Cataluña», i estava situat a la masia de Can Miralpeix.
L'escola es definia amb l'objectiu de promoure una educació moderna i cristiana. A partir de 1858 fou conegut com a «Col·legi de Valldemia» o «Colegio de Valldemia». El 25 de juliol de 1888 en fou assumida la seva direcció pels Germans Maristes, que ja s'havien establert prèviament a Mataró l'any 1887 al Col·legi Sagrat Cor del carrer Sant Josep. Segueixen regentant-lo actualment.
Des de l'any 2012, el nom oficial del col·legi és "Maristes Valldemia".
L'escola va obtenir reconeixement internacional a les Exposicions Universals de París de 1878 i de 1900, on va rebre la "Medaille d'or" en ambdues ocasions, en premi a la qualitat educativa.
Durant els convulsos anys de la Guerra Civil Espanyola, Valldemia es va convertir en hospital i banc de sang. Testimoni dels fets de la contesa, i l'esperit polític i social que va acompanyar la postguerra, al primer pis de l'escala principal de l'edifici, en el mur que la separa del cor de la capella, hi ha unes pintures murals obra de l'antic alumne osonenc Felip Vall i Verdaguer. Juntament amb una làpida de marbre i una creu, fan honor dels Germans Maristes i alguns alumnes morts en aquell conflicte armat.

## L'edifici
Maristes Valldemia és un edifici de Mataró (Maresme) protegit com a bé cultural d'interès local. És un edifici de grans dimensions ubicat al capdamunt de la riera, fent cantonada amb la Plaça Espanya. D'estil neoclàssic, combina l'arrebossat amb els carreus en els arcs del porxo d'accés a l'interior de l'edifici, i la terra cuita en les balconades. El seu classicisme no rau tan sols en la utilització d'elements clàssics com el fris, capitells, columnes, etc., sinó en la disposició simètrica de la façana. Originàriament l'edifici era de planta baixa i un pis, obra de Jeroni Boada, amb l'afegit d'un segon pis fet per l'arquitecte mataroní J. Goday i Casals, en plena època noucentista. El conjunt ve acompanyat d'una masia de línies neoclàssiques molt interessant, restaurada.
Per la data de construcció, 1855, l'estil s'identifica molt fàcilment amb les construccions de tipus civil que s'edifiquen a fora els murs de la ciutat. Primerament anomenat centre Docent Catalunya, construït el 1855 amb un magnífic edifici a l'exterior de la ciutat, ran de la Riera de Cirera, que el feia un dels més principals de la península. Assolí molt de renom entre els col·legis d'Europa i d'Amèrica. L'any 1898 passà als germans Maristes, introduïts a Mataró l'any anterior. Entre 1868 i 1888 en fou el seu director literari Terenci Thos i Codina (1841-1903), poeta i economista notable mataroní.
L'edifici principal fou construït, en estil neoclàssic, per l'arquitecte Jeroni Boada i Renter i constava de planta baixa i primer pis. Posteriorment va ser reformat i ampliat amb una segona planta l'any 1911 per Josep Goday i Casals (arquitecte noucentista, qui en fou alumne i membre fundador de l'Associació d'Antics Alumnes). Es tracta d'un edifici catalogat com a Bé Cultural d'Interès Local a l'Inventari del Patrimoni Arquitectònic de Catalunya amb el codi IPA-8680.
Al recinte escolar, unida a l'edifici principal, hi ha una capella sota l'advocació de la Verge de la Llum, patrona del col·legi.
En un edifici annex modern, hi ha diversos allotjaments per l'ús de la Comunitat.
Disposa de diversos camps i pistes d'esport, on antigament hi havia jardins i hort. També té un poliesportiu cobert.

## Alumnes destacats
- Eusebi Güell i Bacigalupi (1846 - 1918) - Empresari i mecenes
- Josep Goday i Casals (1882 - 1936) - Arquitecte lligat al Noucentisme[20]
- Núria Martínez Prat (1984 - ) - Jugadora Internacional de Bàsquet
- Josep Goday i Casals (1882 - 1936) - Arquitecte lligat al Noucentisme[20]
- Carlos Herrera Crusset (1956 -) - Periodista[21]
- Nil Marín López-Pastor (1993 - 2013) - Porter de futbol del Girona Futbol Club "B".[22]
- Francesc Miralles i Galaup (1848 — 1901) - Pintor realista [23]
- Míriam Nogueras i Camero (1980-) - Política catalana, diputada al Congrés dels Diputats en l'XI i la XII legislatura[24][25]
- Joan Pujol Garcia (1912 -1988) - Doble agent britànic durant la Segona Guerra Mundial. Àlies “Garbo”[26]
- Enric Sagnier i Villavecchia (1858 - 1931) - Marquès de Sagnier. Arquitecte de tendència classicista, proper al Modernisme. Autor del Temple Expiatori del Sagrat Cor al Tibidabo de Barcelona.[27]
- Antoni Vergara Fernández - Enginyer nuclear relacionat amb el projecte del LHC del CERN.[28]
- Felip Vall i Verdaguer (1916-2012) - Pintor, decorador mural, dibuixant. Va realitzar les pintures murals de l'escala principal de l'escola. Pintures murals a l'església de Sant Pere de les Puel·les, Barcelona.[18]

## Educadors a destacar
- Pau Bertran i Bros (1853 - 1891)[15]
- Ermengol Coll de Valldemia i Grau (1810 - 1876)[9][8][15]
- Pau Estorch i Siqués (1805 - 1871)[15]
- Josep Garcia Robles (1835 - 1910)[15][29]
- Josep Pellicer i Pagès (1843 - 1903)[15]
- Terenci Thos i Codina (1841 - 1903)[15]
- Marian Tubau i Sindreu (1841 — 1900)[30]

## Club de corfbol
El Korfbal Valldemia és la secció de corfbol del Club Esportiu Valldemia-Maristes. Acostuma a organitzar un Torneig de Nadal per fomentar l'esport a la ciutat. Va debutar a la màxima categoria nacional la temporada 1998-99. L'any 2002 el club va ser una de les seus del Campionat d'Europa. També ha coorganitzat un partit de la selecció catalana, així com la final de la Copa Catalana 2011. Durant algunes temporades va comptar a la lliga júnior amb el filial C.K. Thos i Codina.